# 有働亨
有働 亨（うどう とおる、1920年9月3日 - 2010年6月30日）は、俳人。
京都帝国大学経済学部卒。馬酔木同人（1954年～）、俳人協会顧問、馬酔木同人会顧問。旧制馬酔木賞、馬酔木新人賞、馬酔木賞、馬酔木功労賞、俳人協会功労賞受賞。句集に『汐路』『冬美』『七男』『妻燦々』のほか自註句集二冊、共著に水原秋桜子編『現代俳句鑑賞辞典』がある。

## 略歴
1920年（大正9年）9月3日、熊本県熊本市生まれ。旧制第五高等学校在学中に長兄、有働木母寺の影響下に俳句を知り、手ほどきを受ける。京都帝国大学在学中に京大馬酔木会において馬酔木同である水内鬼灯の直接指導を受ける。その後、水原秋桜子に師事し、それより水原秋桜子の門となる。
京都帝国大学経済学部卒業後、通商産業省に入省し、直ちに海軍に入隊。主計将校として従軍（海軍主計短現九期）、南方戦線に転戦。前線より投稿した作品によって、1943年6月号に新樹集初巻頭。
復員後、在カナダ日本国大使館書記官、在ロンドン日本国大使館参事官、通商産業省局審議官を経て、1969年退官。1971年より10年間、俳人協会常務理事として事業運営、俳句文学館建設に参画。
俳句普及のため、各地の俳句会にて指導を続けた。2010年6月30日、急性心不全のため逝去。享年89。

## 経歴
大正9年（1920年）に7男3女の男の末っ子として熊本県で生まれた。父親は醸造業を営んでいた。当時の中学校は5年制であったところを、飛び級により4年間で卒業し、第五高等学校へ進学した。この頃に父親と兄である有働木母寺の影響で俳句に興味を持ち、文芸部に入って本格的な俳句の勉強を始め、学問に関しては特に英語に強い興味を抱いていた。山岳部での活動にも力を入れ、文武両道に励む高校生活を送った。しかし、高校2年生の時に父親の会社が倒産してしまい、父親から高校最後の年で中退し、大学進学は諦めて手に職をつけるように言われた。母はせめて高校を卒業させたいという一心で父親を説得した甲斐あり、無事高校を卒業することができた。
金銭面で大学へ進学することを諦めていたものの、既に就職していた兄たちの支援で大学進学が可能となった。兄たちの出身である京都帝国大学を受験し、経済学部に合格した。俳句や読書に没頭していたこともあり、以前から文学者になりたいという夢を抱いていたことから、大学では文学を専攻したいと考えていたが、兄たちの強い勧めで経済学部に進むことになった。家庭教師として働きながら、京都での大学生活を送った。
初志貫徹で文学者になりたいという夢を持ち続けていた。しかし恩師は、官僚に登用される国家公務員試験を受けてみるように勧めた。寝る暇も惜しんで試験勉強に励んだ甲斐があり、大学2年生の時に国家公務員試験に合格した。通商産業省（現在の経済産業省）の面接を受け内定した。
第二次世界大戦の局面が悪化していたため、大学3年生と4年生はみな出兵が義務付けられた。そこで、自信のあった英語力を活かして国家に貢献しようと思い、海軍主計学校の試験を受け合格した。そして、大学3年生になると、大学の在籍と通商産業省の内定は一時保留のまま海軍に入隊した。海軍主計中尉として母戦艦の司令部で予算編成や書記の仕事を任されていた。
しかし、乗っていた戦艦はインドネシア付近でイギリス軍に降参し、船員はみな捕虜の身となってしまった。インドネシアでの捕虜生活を送っている際に、英語が堪能であった彼を含む数人の日本兵は、日本人捕虜の指揮官とイギリス軍の翻訳係を命じられた。その後2年間の捕虜生活では、指揮官としての仕事の合間を縫っては俳句を書くなどして、勉強を怠らない日々を送った。終戦後に徐々に捕虜の祖国復帰が始まったが、指揮官として全ての捕虜の帰国を見送るまで働き続け、他の者より1年以上も遅れをとって帰国した。海軍で計5年間の軍人生活を送った。
この後通商産業省で官僚としての仕事が始まった。捕虜生活中の翻訳作業などでイギリス兵と関わるうちに、聞き取りや会話などの実践的な英語も身につけた。海外に強い関心を持っていたことと、高い語学力が活かせることから、貿易局を自ら希望し配属された。
29歳で結婚をした直後に、カナダへの転勤を命じられた。それは、1952年にサンフランシスコ平和条約が発効されたことにより、日本とカナダ間の国交が再開され、英語の話せる者が現地に必要となったためである。すぐさま2人はカナダの首都であるオタワの在カナダ日本国大使館に赴任し、初の海外駐在生活が始まった。
日加間の貿易条約を結ぶという、任務を任された。そして、赴任から2年後の1954年に、戦後初の海外との協定条約である「日加通商協定条約」を結ぶことに尽力した。この条約は、日加間においての輸出入関税の許可制度に、最恵国待遇を相互に供与するという契約を取り決めたものである。戦後の当時、カナダは日本に最恵国 (GATT) 待遇を与えた数少ない国の一つであり、これより日加親善が始まったのである。またこの協定により、同年に行われたコロンボプラン会議と国際連合会議で、アメリカとカナダの支持と推薦により、日本の国際連合加盟が実現した。その後も日加友好が深まったことにより、戦後の日本の国際社会への復帰の過程において、カナダは積極的に支援の手を日本に差し伸べた。
結局5年間カナダに駐在し、その後2回目の海外勤務を命ぜられ、英国の在ロンドン日本国大使館で5年間を過ごした。通商産業省では審議官まで勤め50代で退官した。終戦で焦土と化した日本が高度経済成長期を経て、米国に次ぐ世界第2位の経済大国となることを、現役官僚として自ら携わり、また見つめ続けた人生であった。
退職後は高校時代から趣味で続けてきた俳句を極め、馬酔木同人の俳人、また俳人協会顧問として、書籍や新聞への執筆活動を行い、講演会や俳句会などで後進の指導にあたりながら、東京で余生を送った。

## 受賞歴
- 1943年 旧制馬酔木賞
- 1953年 馬酔木新人賞
- 1954年 新樹集第一席入選
- 1955年 新樹集第一席入選 （二年連続入選）
- 1970年 馬酔木賞
- 1988年 馬酔木功労賞
- 1991年 俳人協会功労賞

## 著書

### 句集
有働亨句集
- 『汐路』（琅玕洞、1970年4月）
- 『冬美』（東京美術、1980年9月）
- 『七男』（梅里書房、1989年1月、ISBN 9784872270334）
- 『妻燦々』（安楽城出版、1993年10月）

### 自註句集
- 『有働亨集』（牧羊社、1986年、ISBN 9784833301138）
- 『卒哭』（花神社、1999年7月、ISBN 9784760215478）

### 共著
- 水原秋桜子共編『現代俳句鑑賞辞典』（東京堂出版、2010年2月、ISBN 9784490100808）

## 脚註
- http://www.artis.net-in.to/default.asp?action=3&num=45781&modbnum=10689
- http://mainichi.jp/select/person/news/20100704ddm041060123000c.html
- 『有働亨集』著者紹介